# Nanshan Ski Village

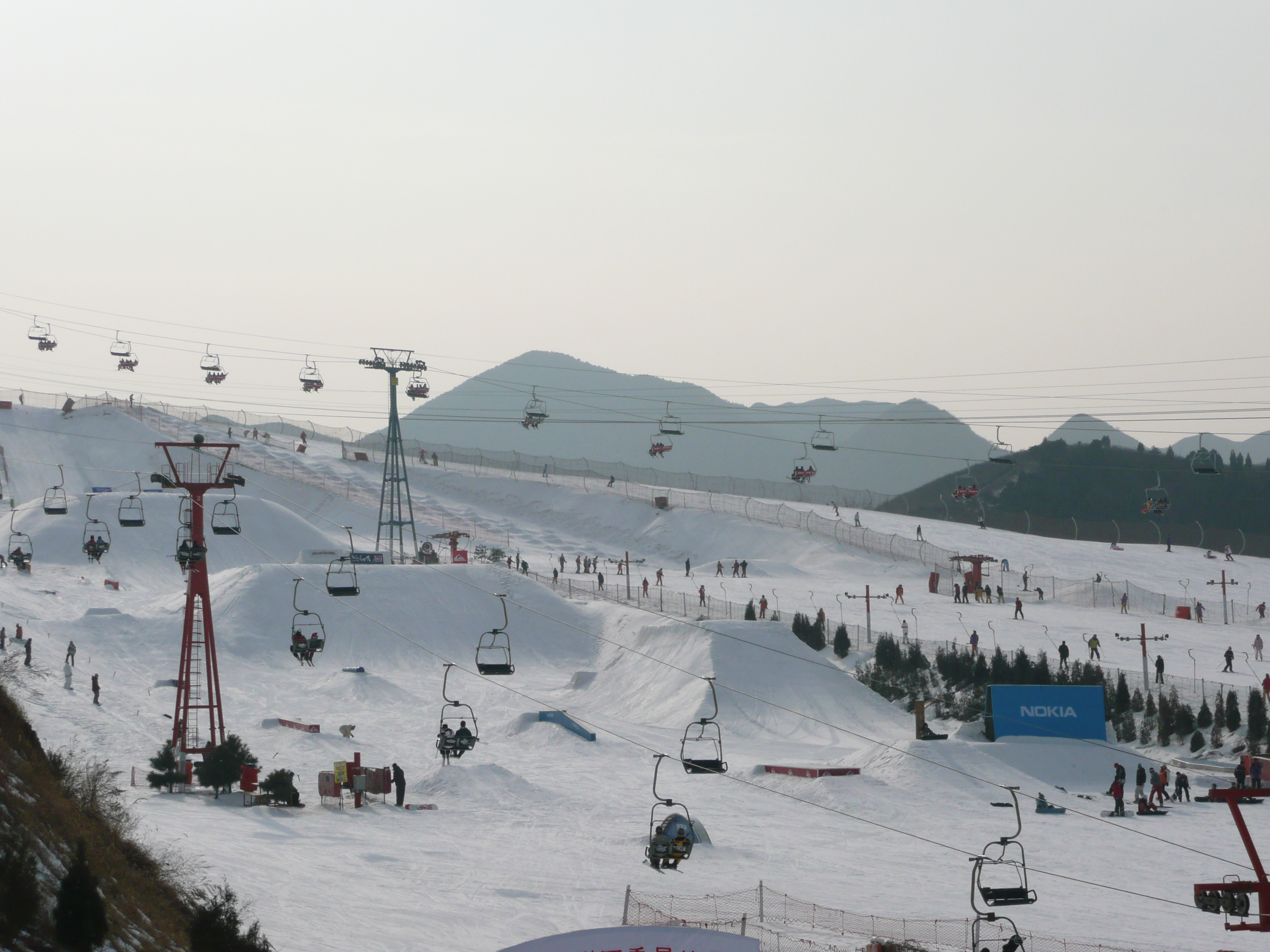
Nanshan Ski Village

Das Nanshan Ski Village (chinesisch 北京南山滑雪滑水度假村有限公司) ist ein Wintersportgebiet in der Volksrepublik China. Das 266 Hektar große Gebiet befindet sich im südlichen Miyun. Das Ganzjahres-Skigebiet bietet Interessenten Skipisten, Slopestyle-Pisten, einen Snowboard-Park, Wasserski-Bahnen, Grasski-Pisten, eine 1318 Meter lange Sommerrodelbahn, Tubing-Bahnen und einen Kabelhanggleiter. Es ist Teil eines umfassenderen Ski-Resorts (朝阳区安定路20号安圣苑) und heißt vollständig Nanshan International Ski Slope & Resort, das im Jahr 2011 eröffnet wurde. Unterkünfte und Freizeitangebote vervollständigen das Skisportgebiet, das als größtes seiner Art in Nordchina gilt.

## Lage
Das Gebiet liegt rund 80 km nordöstlich vom Pekinger Stadtzentrum entfernt, auf einer Geo-Höhe von 90 bis 215 Metern über dem Meeresspiegel an den Ausläufern des Berges Nanshan. Mit dem Auto oder einem Omnibus (Linienbus oder Shuttle-Bus) ist man in rund 90 Minuten von Peking unterwegs, die Fahrt auf dem Jingcheng-Expressway dauert nur eine knappe Stunde. Die konkrete Adresse der Village lautet: Shengshuitou Cun, Henanzhai Town.
Im unteren Bereich der Pisten, am Lanbo-See wurden drei Gasthöfe errichtet, zusätzlich gibt es Familienunterkünfte nach ausländischen Vorbildern (wie eine Norweger-Hütte).

## Beschreibung
Das von 12 Schneekanonen künstlich beschneite Wintersportgebiet erstreckt sich mit 12 Pisten auf rund fünf Kilometer Länge, davon drei Kilometer in der Kategorie „leicht“, die anderen beiden sind jeweils eine mittlere und eine schwere Piste. Hinzu kommen elf Skilifte, bestehend aus einem Lift mit sechs viersitzigen Sesseln, einem Lift mit Zweisitzern und neun T-bars, sowie ein Funpark. Der Funpark (Mellowpark) besteht aus einer Halfpipe, vier Kickern und sechs Rails.
Am oberen Startpunkt einer Jedermann-Rodelbahn (hier als German Toboggan Run bezeichnet) steht ein chinesisches Teahouse (Lavender Mini Tea Bar) in Form einer Pagode.
Auf den langen sanften Hügeln sind zwei nebeneinander angeordnete Transportbänder eingerichtet, auf die sich die Besucher mit ihren Skiern stellen und so bequem nach oben gelangen können. Die Bänder sind seitlich mit Fangnetzen abgesichert.
In der Snow Playing Area stehen für eine Skischule vier Speziallifte (drag lift) sowie speziell präparierte Pisten sowie Trainingsbahnen für Rennschlitten- und Skeleton (=Canada Sledding) bereit.
Im Ski-Resort gibt es außerdem eine Schwimmhalle und es wird Drachenfliegen angeboten. Zudem stehen auch Schneemobile für Kinder auf einer abgesperrten Fläche zur Verfügung.
Die reine Wintersportsaison geht hier – wetterabhängig – prinzipiell von Ende November bis Anfang März des Folgejahres.

## Geschichte
Ende des 20. Jahrhunderts stieg das Interesse der Chinesen am Wintersport als Volkssport sprunghaft an. Es wird berichtet, dass außerhalb des Profisports zu dieser Zeit nur rund 500 Chinesen Wintersport betrieben. Innerhalb von zehn Jahren hat sich die Aktivität fast verhundertfacht. Als ein wichtiger Einfluss gilt die im Jahr 1995 beschlossene Umstellung der amtlichen Arbeitszeit von der Sechs- auf die Fünf-Tage-Woche, die Menschen hatten nun ein langes Wochenende für Freizeitbetätigungen. Auch die Tatsache, dass China die Olympischen Winterspiele 2022 ausrichten durfte, ergab einen großen Schub. Mitte der 2000er Jahre verfügte das ganze Land schon über 200 Ski Resorts.
Der chinesische Millionär Lu Jian, ein in Oxford ausgebildeter Wirtschaftswissenschaftler, der in den frühen 1990er Jahren mit Warentermingeschäften in Chicago für ein chinesisches Staatsunternehmen ordentlich Geld verdient hatte, investierte in den späten 1990er Jahren in die Anlage eines ersten chinesischen Wintersportzentrums in Heilongjiang (Yabuli Ski Resort), wo es auch im Winter Naturschnee gibt. Doch das war zu weit von der Hauptstadt Peking entfernt und konnte demzufolge von zu wenigen Menschen in ihrer Freizeit erreicht und genutzt werden. So entschloss sich Lu, einen bis dahin kaum bedeutenden Ort im Stadtkreis von Peking zu einem Wintersportgebiet auszubauen. Er hatte in den USA das Keystone (Ski)-Resort, betrieben vom Unternehmen Vail Resorts, kennengelernt, das ihm als Blaupause für seine Baupläne diente. Bereits im Jahr 2011 eröffnete er das Ski-Resort Nanshan, in dem der meiste Schnee künstlich erzeugt wird. Hier wurde auch erstmals in China – in Zusammenarbeit mit dem österreichischen Unternehmen Mellow – das Snowboardfahren eingeführt, das nach europäischen Standards ausgetragen wird. – Die Besucher können im Nanshan Ski Service Center neben den Wintersport-Geräten immer auch die passende Kleidung ausleihen oder vor Ort kaufen; Skilehrer und Guides können gebucht werden.
Die Baukosten werden mit sechs Millionen US-Dollar angegeben, die Lu auch durch Spenden von Freunden, Verwandten und Firmen einsammeln konnte. Einerseits ist das noch nicht kostendeckend, aber andererseits werden erste Gewinne verzeichnet.
Perspektivisch sollen die Ski-Resorts auch für längere Winterurlaube dienen und werden demzufolge schrittweise ausgebaut.